# Amperland
Amperland ist eine heimatkundliche Vierteljahresschrift für die Landkreise und Großen Kreisstädte Dachau, Freising und Fürstenfeldbruck.
Sie wurde von dem Dachauer Heimatforscher Gerhard Hanke begründet und erschien erstmals 1965. Nach dessen Tod 1998 wird sie seit 1999 von Wilhelm Liebhart herausgegeben. Gedruckt wird sie bei der Druckerei und Verlagsanstalt Bayerland in Dachau, verlegt von der Stadt Dachau.
Die Redaktion hat sich regionale Zuständigkeiten gegeben.
Wilhelm Liebhart betreut den Landkreis Dachau, Andreas Bräunling die Stadt Dachau, Rudolf Goerge den Landkreis Freising, Florian Notter die Stadt Freising, Lothar Altmann den Landkreis Fürstenfeldbruck, Klaus Wollenberg die Stadt Fürstenfeldbruck.

## Auszeichnungen
- 1995 den Bundespreis deutscher Heimatzeitschriften als beste deutsche Regionalzeitschrift
- 2003 den Tassilo-Preis der Süddeutschen Zeitung.